# Adeona (geslacht)
Adeona is een mosdiertjesgeslacht uit de  familie van de Adeonidae en de orde Cheilostomatida

## Soorten
- Adeona albida Kirchenpauer, 1880
- Adeona appendiculata Busk, 1884
- Adeona arborescens Kirchenpauer, 1880
- Adeona articulata Canu & Bassler, 1929
- Adeona cellulosa (MacGillivray, 1869)
- Adeona costata O'Donoghue, 1924
- Adeona elongata Lamouroux, 1816
- Adeona foliifera Lamarck, 1816
- Adeona grisea Lamouroux, 1812
- Adeona intermedia Kirchenpauer, 1880
- Adeona macrothyris Kirchenpauer, 1880
- Adeona sinensis Lu, 1991
- Adeona wilsoni (MacGillivray, 1881)

Niet geaccepteerde soorten:
- Adeona arculifera Canu & Bassler, 1929 → Adeonellopsis arculifera (Canu & Bassler, 1929)
- Adeona bipartita Canu & Bassler, 1928 → Reptadeonella bipartita (Canu & Bassler, 1928)
- Adeona foliacea Lamouroux, 1816 → Adeona foliifera Lamarck, 1816
- Adeona japonica (Ortmann, 1890) → Adeonellopsis japonica (Ortmann, 1890)
- Adeona joloensis Bassler, 1936 → Reptadeonella joloensis (Bassler, 1936)
- Adeona porosa Canu & Bassler, 1929 non Canu & Bassler, 1923 → Reptadeonella fissa Hincks, 1880)
- Adeona tubulifera Canu & Bassler, 1930 → Reptadeonella tubulifera (Canu & Bassler, 1930)
- Adeona violacea (Johnston, 1847) → Reptadeonella violacea (Johnston, 1847)